# 5 juin 2022
 (février 2024).
Le dimanche 5 juin est le 156e jour de l'année 2022.

## Événements
- une révision constitutionnelle est approuvée par référendum au Kazakhstan cinq mois après la révolte ayant secoué le pays.
- la Russie procède à des frappes aériennes sur la capitale ukrainienne, les premières depuis avril[1].
- Les États-Unis sont marqués par une flambée de violences par armes à feu, en particulier la tuerie dans une école d'Uvalde au Texas le 24 mai (21 morts). Depuis, plus d'une vingtaine de fusillades à plusieurs victimes ont eu lieu, selon l'association Gun Violence Archive[réf. nécessaire].
- Une attaque se produit pendant l'office du matin à l'Église catholique St Francis dans la ville d'Owo, dans le sud-ouest du Nigeria. Des hommes armés tuent de nombreux fidèles[2].
- Au moins 49 personnes sont tuées et plus de 300 blessées dans une gigantesque explosion de produits chimiques, déclenchée par un incendie, dans un dépôt de conteneurs à Sitakunda, au Bangladesh[3].
- les quatre jours des festivités du jubilé de platine d'Élisabeth II s’achèvent au Royaume-Uni et dans les pays du Commonwealth.